# Camila Morrone
Pour les articles homonymes, voir Morrone.
Camila Rebeca Morrone Polak, née le 16 juin 1997 à Los Angeles est une mannequin et actrice américaine. 
Elle fait ses débuts d'actrice dans le film de James Franco Bukowski. Elle apparaît également dans les films Death Wish et Never Goin' Back, tous deux présentés au Festival du film de Sundance en janvier 2018.

## Biographie

### Enfance et éducation
Camila Rebeca Morrone Polak est née à Los Angeles en Californie,. Sa mère, Lucila Solá Polak, et son père Maximo Morrone, sont des acteurs argentins. Ils ont déménagé à Los Angeles peu de temps avant la naissance de Camila et ont divorcé en 2006. 
De 2012 à 2018, sa mère Lucila Solá partage sa vie avec l'acteur Al Pacino.
Bien qu'elle ait fréquenté le lycée Beverly Hills 90210, elle a principalement suivi sa scolarité à domicile.

### Carrière

#### Mannequinat
Elle commence sa carrière en tant que mannequin et apparaît en couverture de l'édition turque du magazine Vogue en 2016. Elle fait ses débuts sur les podiums en défilant pour la collection resort 2017 de Moschino.

#### Actrice
Camila Morrone débute en tant qu'actrice dans le film Bukowski de James Franco en 2013. 
En 2018, elle joue dans le film d'action Death Wish et tourne dans le premier film d'Augustine Frizzell Never Goin' Back,. 
Ce dernier film, présenté en avant-première au Festival du film de Sundance 2018, est distribué par A24. 
Le 18 octobre 2019, Camila Morrone reçoit le Rising Star Award au Festival international du film de San Diego.
En 2020, elle révèle qu'elle préfère se concentrer sur sa carrière d'actrice plutôt que sur le mannequinat.
En 2023, elle incarne la compagne de Sam Claflin dans la mini-série américaine Daisy Jones and The Six diffusée sur Prime Video.

### Vie privée
De 2017 à 2022, Camila Morrone est en couple avec l'acteur américain Leonardo DiCaprio,,.

## Filmographie

### Cinéma
- 2013 : Bukowski : Actrice
- 2018 : Ne reviens jamais : Jessie
- 2018 : Death Wish : Jordan Kersey
- 2019 : Mickey and the bear : Mickey Piquer
- 2020 : Valley Girl : Ruby Richman
- 2023 : Gonzo Girl : Alley Russo
- 2024 : Marmalade : Marmalade

### Télévision
- 2016 : Love Advent : elle-même (1 épisode)
- 2023 : Daisy Jones and The Six : Camila Alvarez Dunne (mini-série Prime Video)

## Récompenses et nominations

### Récompense
- Festival international du film de San Diego 2019 : Prix de l'étoile montante